# Du'a Khalil Aswad
Du’a Khalil Aswad (in arabo دعاء خليل أسود‎?; 1989 o 1990 circa – ca. 7 aprile 2007) è stata una giovane donna irachena di religione yazida, giustiziata tramite lapidazione, pratica in uso nell'Iraq settentrionale che fa riferimento al delitto d'onore..
Si pensa sia stata uccisa intorno al 7 aprile 2007, ma il delitto non venne alla luce fino a che il video della lapidazione non apparve su Internet, apparentemente registrato tramite un telefonino. La voce riguardo al fatto che la lapidazione fosse connessa alla sua presunta conversione all'islam scatenò dure rappresaglie contro gli yazidi da parte degli estremisti sunniti, tra cui il massacro di Mosul del 2007.

## Causa dell'esecuzione
Alcune voci riportano che Aswad venisse uccisa per essersi convertita all'islam onde sposare un ragazzo musulmano sunnita iracheno. Rimane controverso il fatto se la giovane donna si fosse o no effettivamente convertita all'islam; alcune voci dicono che il ragazzo sunnita avesse negato che lei l'avesse fatto. Altre fonti invece indicano che Aswad venisse uccisa per punirla di essersi una notte assentata da casa.

Secondo un reporter che intervistò gente del luogo, 
(Freedom Lost di Mark Lattimer, dal The Guardian di Londra, 13 dicembre 2007)

## Asilo e ritorno
Alcune agenzie d'informazioni riportano che Aswad andasse a rifugiarsi presso un capotribù yazida a Bashika, temendo per la vita; fino a quando la sua famiglia non la riuscì a convincere che sarebbe stata perdonata e poteva comunque tornare a casa. Altre voci indicano che le fosse stato concesso asilo a casa di uno sceicco musulmano locale. Non è noto se gli stessi membri della sua famiglia che la convinsero a ritornare fossero ad ogni modo stati responsabili della sua morte. Inoltre, secondo quanto appare nel video, non è chiaro se le fosse stata tesa un'imboscata mentre era di ritorno a casa, o se la folla in tumulto si fosse scagliata contro la casa, trascinandola poi in mezzo alla strada. Si stima che il numero degli assalitori fossero appena otto in totale, sebbene vi fossero un centinaio di individui.

## Lapidazione
L'episodio ebbe luogo a Bashika, una cittadina situata nel Governatorato di Ninawa, e venne filmato tramite dei telefonini e ampiamente divulgato attraverso Internet.
Aswad portata nella piazza cittadina, trascinata per la testa. Alcune voci riferiscono che le vennissero strappati gli indumenti intimi a simboleggiare che in questo modo lei avesse disonorato la sua famiglia e la sua religione; questa notizia è supportata dal video della sua lapidazione dove appare chiaramente che indossasse soltanto una giacca sportiva e poca biancheria intima. Tuttavia verso la fine del filmato appare qualcuno che le butta un indumento sopra, possibilmente un cappotto, il quale le consentiva di coprire la sua metà più bassa. Durante la lapidazione, che durò approssimativamente 30 minuti, Aswad nel video viene vista che tenta di rialzarsi cercando di chiamare aiuto, prima di essere presa di nuovo a calci mentre giaceva al suolo, mentre la folla la insultava; ripetutamente le venivano scagliati dei grandi blocchi di roccia o calcestruzzo sulla sua testa. Si può udire chiaramente un uomo che erompe dicendo "uccidila"! Alla fine, quando la ragazza giace ormai senza conoscenza a faccia in giù, un uomo non identificato sollevò in alto quello che sembrava essere un blocco di calcestruzzo o tufo e lo scagliò sul lato posteriore della testa di Aswad.
Dopo la sua morte, nella piazza cittadina, il corpo di Aswad venne legato dietro un'auto e trascinato per le strade. Venne poi bruciata e sepolta con i resti di un cane, presumibilmente per dimostrare che lei fosse una donna indegna. Alla fine, il suo corpo venne "riesumato e spedito all'istituto di medicina legale di Mosul onde poter verificare se la ragazza fosse veramente morta vergine; i risultati confermarono di fatto che fosse ancora vergine." L'autopsia rivelò che Du'a era morta per le fratture riportate alla testa e alla colonna vertebrale.

## Postumi e rappresaglia
Si è creduto che l'assassinio di Aswad avesse potuto scatenare l'attacco per rappresaglia a Mosul, in cui vennero uccisi 23 yazidi. Sia l'assassinio di Du'a che la rappresaglia furono condannati da Amnesty International e dal governo regionale del Kurdistan il quale chiese al governo federale di investigare. Le autorità nord-irachene arrestarono quattro persone implicate nell'assassinio.
Si è detto che la lapidazione in questione sia stata anche la causa scatenante dei devastanti attacchi terroristici sulle cittadine yazide di Kahtaniya e Jazeera nell'agosto del 2007, compiuti dagli estremisti sunniti, i quali uccisero quasi 800 civili.
Una protesta per l'assassinio di Aswad ad Arbil portò centinaia di curdi a dire basta ai delitti d'onore.